# Mieczysław Detyniecki
Mieczysław "Mietek" Detyniecki (pronunciado /Miechusguav Detuñetski/ en fonética española; Varsovia, Polonia, 28 de noviembre de 1938) es un artista polaco. 
En 1972 recibió el Premio Nacional de Dibujo de Venezuela. En 1973 recibió en Polonia el premio del Mejor Grabado del Año. En 1975 recibió el primer premio en la muestra de dibujos de Mérida. Detyniecki ha expuesto a nivel internacional en Europa y América y es el autor del libro Lo visible, lo disible.